# Alvania pedroana
Alvania pedroana är en snäckart som beskrevs av Bartsch 1911. Alvania pedroana ingår i släktet Alvania och familjen Rissoidae. Inga underarter finns listade i Catalogue of Life.